# Aviatyrannis jurassica
Aviatyrannis jurassica ("tyrannernas mormoder från jura") är en art av dinosaurier som tillhör släktet Aviatyrannis, en tyrannosaurid från yngre jura (kimmeridgianskedet för 155-150 miljoner år sedan) i det som idag är Guimarota–gruvan i Portugal. Typarten, Aviatyrannis jurassica, beskrevs år 2003 av Oliver Rauhut. Den är en av de äldsta tyrannosaurierna som någonsin hittats. Den äldsta tyrannosaurien är Guanlong från Kina, eller möjligen Iliosuchus om det ens är en tyrannosauroid.

## Beskrivning
Aviatyrannus var släkt med den berömda Tyrannosaurus rex, som var ett enormt rovdjur som levde under slutet av kritaperioden, men likt andra tidiga tyrannosaurier var Aviatyrannis tämligen liten. Till exempel är holotypens tarmben enbart 90 millimeter långt. Utöver rester av bäckenbenet har man också hittat sju tänder (som beskrevs av Zinke 1998) efter arten i Alobaca–formationen i Portugal.

### Möjlig synonym medStokesosaurus?
Aviatyrannis var kanske samtida med en annan tyrannosaurie, det vill säga den amerikanske Stokesosaurus från Morrison-formationen. Aviatyrannis' tarmben tillskrevs ursprungligen släktet Stokesosaurus av Foster och Chure år 2000, och eftersom man enbart har funnit fragmentariska rester efter Aviatyrannis är frågan om de båda släktena är synonymer med varandra öppen.